# Хонута
Хонута (исп. Jonuta) — город в Мексике, в штате Табаско, входит в состав одноимённого муниципалитета и является его административным центром. Численность населения, по данным переписи 2020 года, составила 7387 человек.

## Общие сведения
Название Jonuta можно перевести двояко: Shono-tla с языка науатль — место изобилия хоноте, а Ho-noch-tah с майянского языка — место пяти вождей.
В период с VIII по XIII век Хонута являлась торговым и промышленным центром керамики высокого качества.
В 1579 году испанские колонисты переселили жителей Хикаланго в Хонуту, которая уже пришла в упадок.
В 1869 году в Хонуте была обнаружена археологическая зона Эль-Куйо.
В 1956 году Хонута возведена в статус города.

## Население
| Год  | Численность | Численность |
| ---- | ----------- | ----------- |
| 2000 | 6008        | [ 7 ]       |
| 2005 | 6341        | [ 8 ]       |
| 2010 | 6899        | [ 9 ]       |
| 2020 | 7387        | [ 10 ]      |